# Улица Ленина (Симферополь)
Улица Ленина — улица в Киевском районе Симферополя. Названа в честь советского политического и государственного деятеля Владимира Ленина. Общая протяжённость — 900 м.

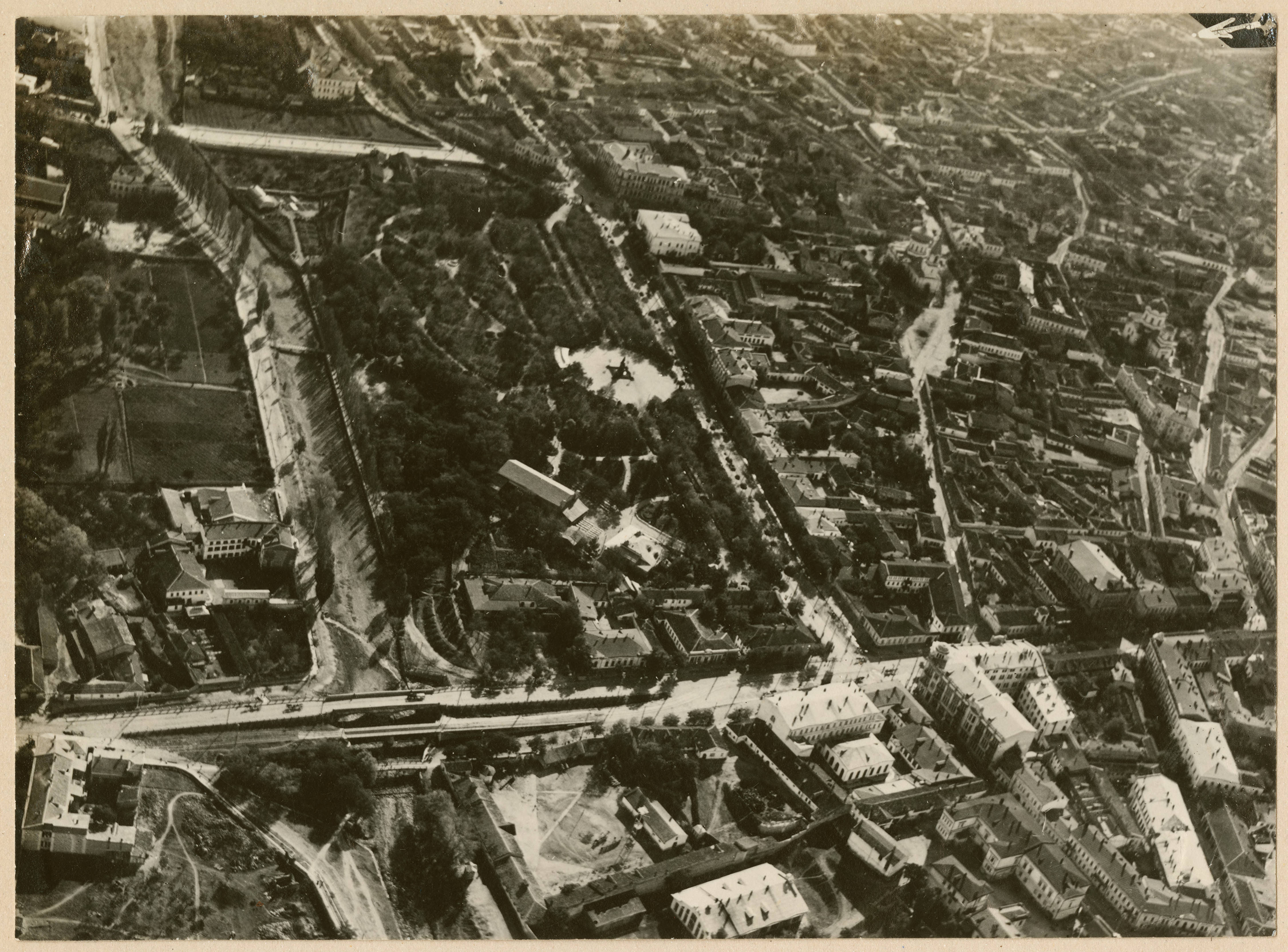
Улица Лазаревская (в центре сверху) на немецком аэрофотоснимке 1918 года, слева Городской сад

## Расположение

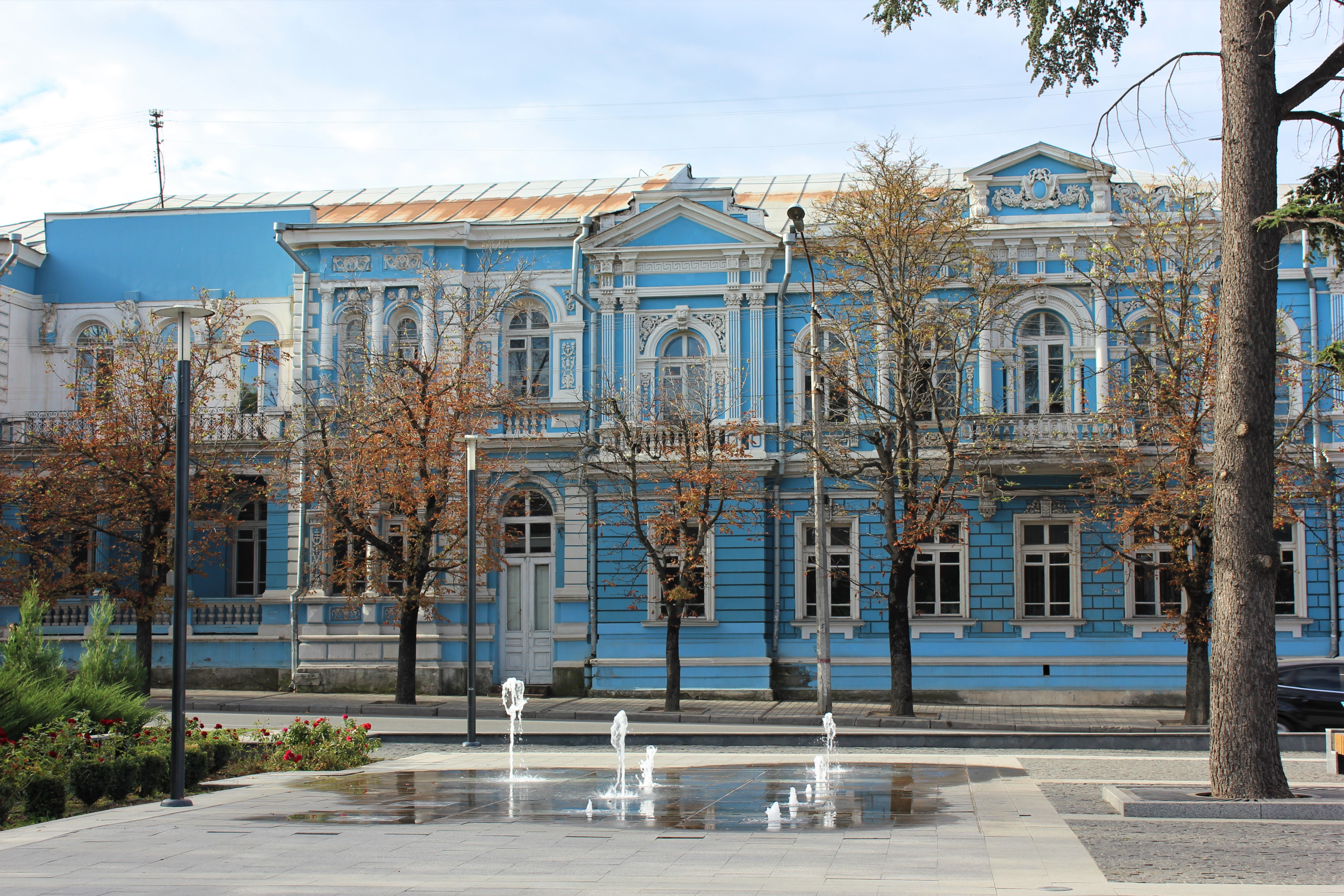
Дом Шабетая Дувана, 2019 год

Начинается у транспортного кольца на Советской площади. К улице Ленина примыкают улицы Шмидта, Пролетарская, Воровского и Ефремова. Заканчивается переходом в Студенческую улицу. Общая протяжённость улицы составляет 900 метров. Рядом с улицей Ленина находится Екатерининский сад.

## История

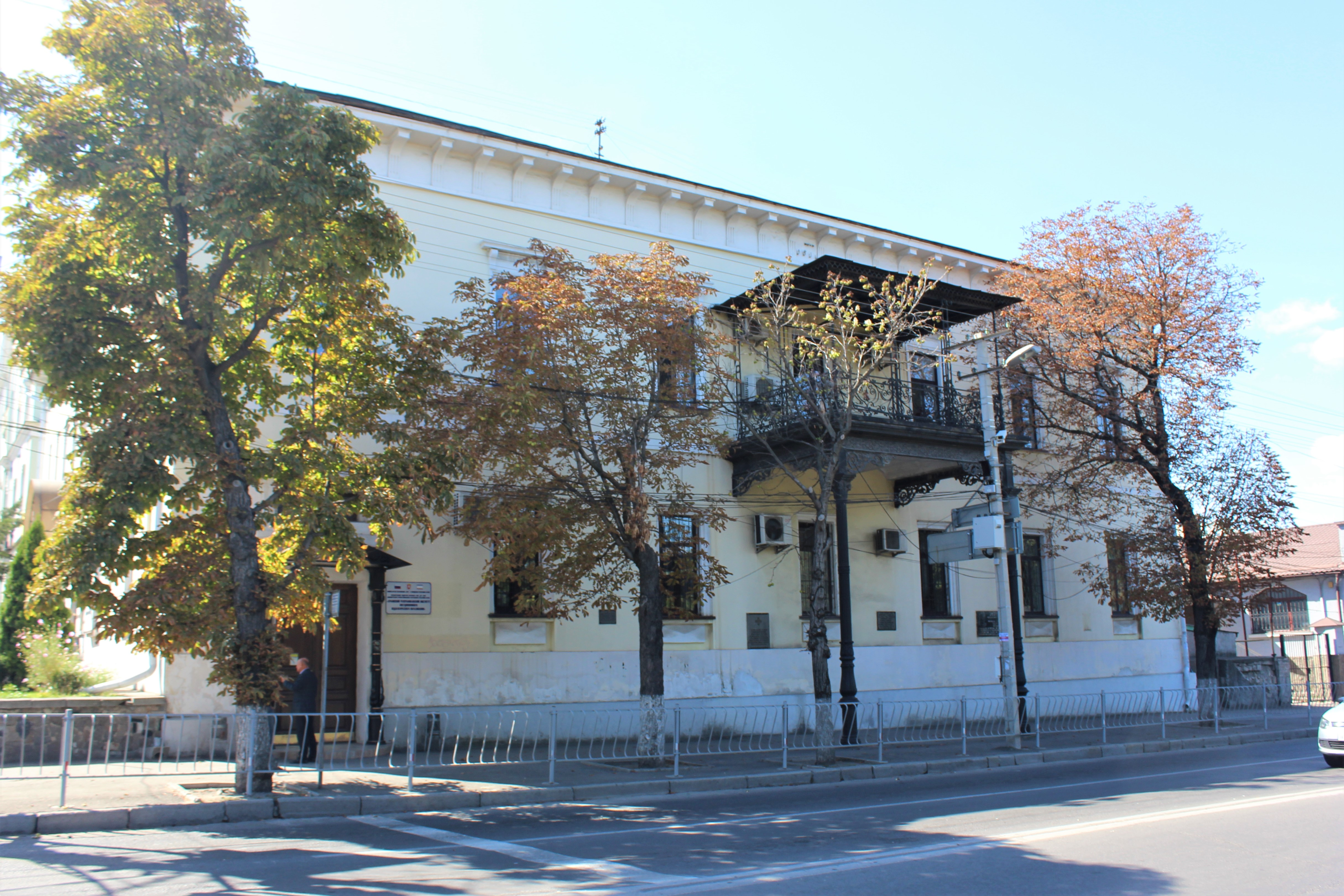
Дом губернатора, 2019 год

Улица появилась в 1876 году и получила название Бульварная, поскольку являлась дорогой между домом губернатора, построенном в 1830-е годы, и городским парком (сейчас — Екатерининский сад). Улица начиналась от парка и заканчивалась у дома Макурина (сейчас это дом № 28 по Студенческой улице). 4 января 1902 года городская дума переименовала Бульварную улицу в Лазаревскую в честь таврического губернатора Петра Лазарева «в благодарность за чистоту и благоустройство города». В декабре 1920 года Крымревком по предложению Белы Куна принял решение переименовать Лазаревскую улицу в честь Владимира Ленина, тем не менее, данное решение удалось исполнить лишь 24 мая 1924 года, когда Симферопольский городской исполком принял соответствующее решение. 
Во время немецкой оккупации в 1941—1944 годах улица носила название Парковая (нем. Parkstrasse). Колаборационистская газета «Голос Крыма» писала 11 января 1942 года: «Названия улиц, напоминающие о большевистском режиме, будут постепенно отменены. Следующие улицы уже переименованы и снабжены соответствующими надписями: ... ... Ул. Ленина — Паркштрассе — Парковая»
С 1914 по 1970 год по улице курсировал трамвай.
В 1980 году была проведена реконструкция улицы, в ходе которой были снесены дома № 1 и 3, при этом фасад Дома Попова был сохранён и встроен в новое здание. Тогда же было создано транспортное кольцо на Советской площади с обустроенными подземными переходами. К 1983 году на улице располагался комбинат Крымстрой, Институт усовершенствования учителей, областной Совет педагогического общества УССР, техническое училище № 2 управления профтехобразования, городская детская библиотека и библиотека для взрослых имени В. А. Жуковского.

## Здания и учреждения
- № 1 — Дом Попова Объект культурного наследия народов РФ регионального значения. Рег. № 911710988860005 (ЕГРОКН)
- № 6А — Дом Славинских Объект культурного наследия народов РФ регионального значения. Рег. № 911710989050005 (ЕГРОКН)[8]
- № 7 — Дом, где размещался штаб 1-й Конная армии[5]
- № 11 — Дом Шабетая Дувана Объект культурного наследия народов РФ регионального значения. Рег. № 911710989060005 (ЕГРОКН)[5]
- № 13 — Дом, где проживал композитор Александр Спендиаров[5]
- № 15А — Дом губернатора Объект культурного наследия народов РФ регионального значения. Рег. № 911710989070005 (ЕГРОКН)[5]
- № 17 — Здание гимназии Станишевской Объект культурного наследия народов РФ регионального значения. Рег. № 911710989080005 (ЕГРОКН)[5]
- № 21 — Дом, где проживал писатель Лев Толстой и Евгения Багатурьянц[5]
- № 23 — библиотека имени В. А. Жуковского[4]
- № 26 — Жилой дом Е. Д. Садовского, конца XIX века[9]

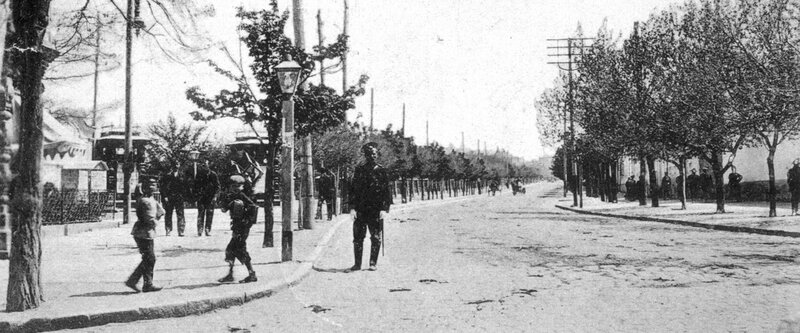
Лазаревская ул. в 1900-е, слева вход в городской сад
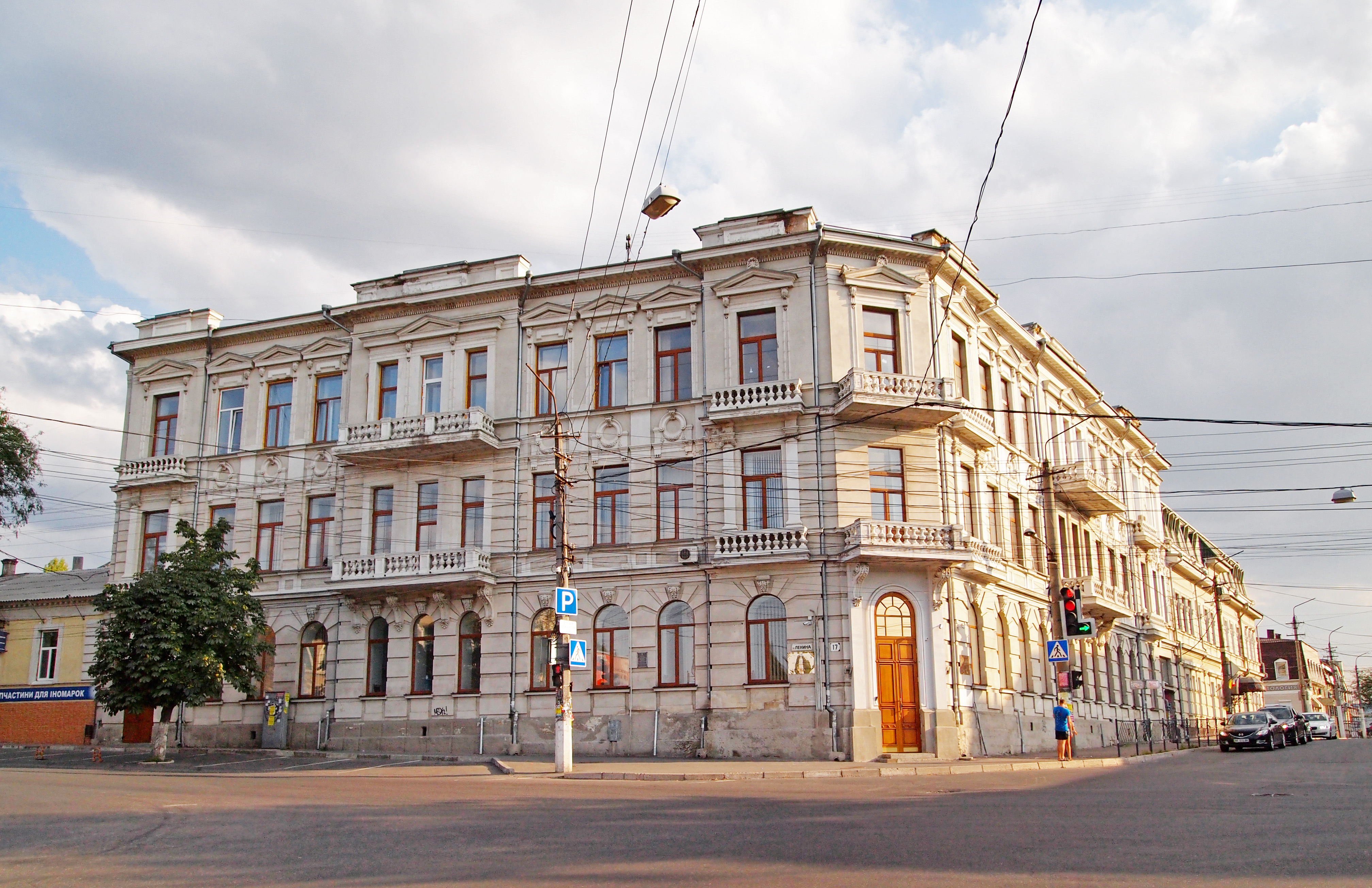
Здание гимназии Станишевской, 2013 год
Памятник Екатерине II
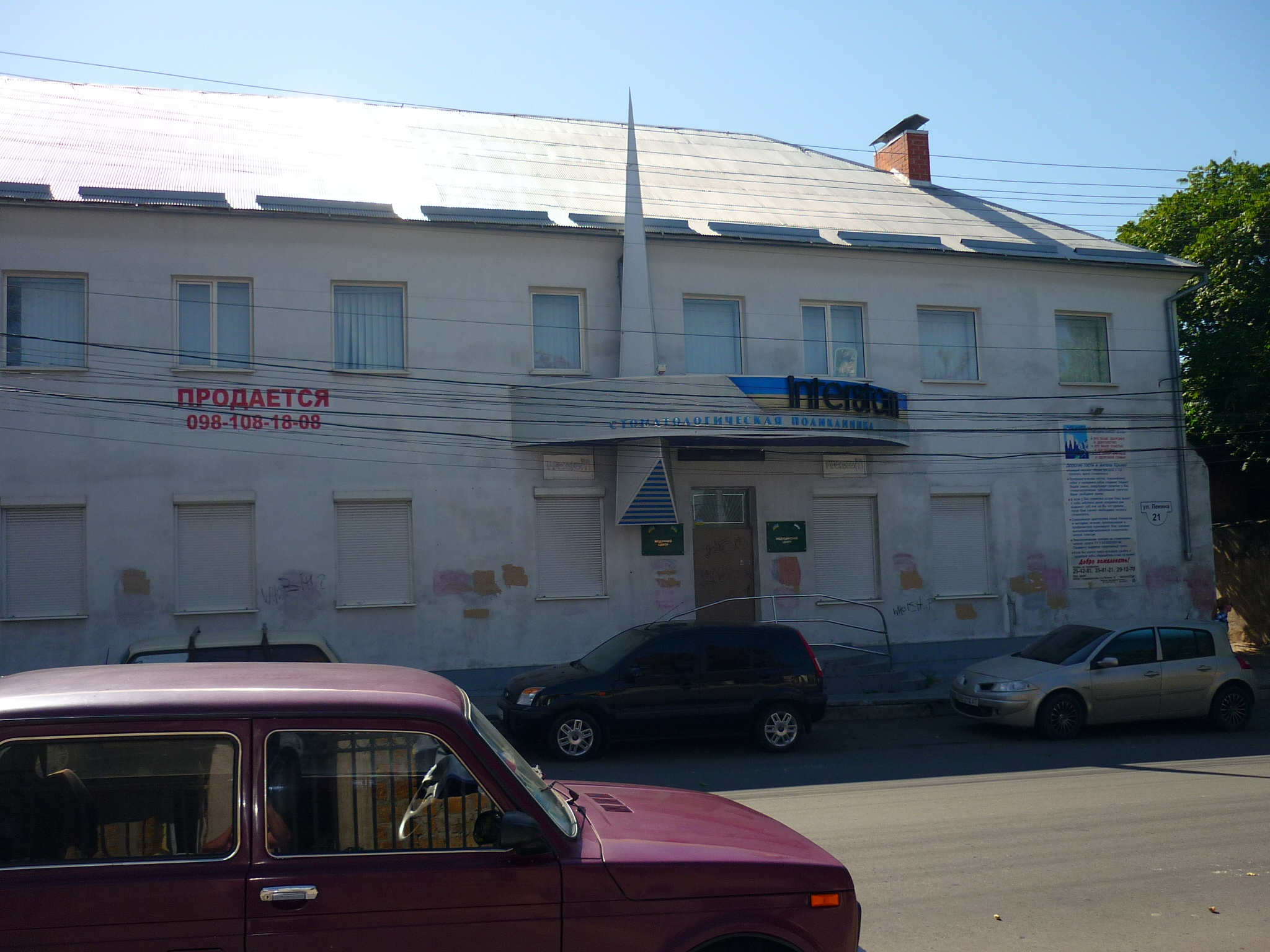
Дом № 21, 2012 год
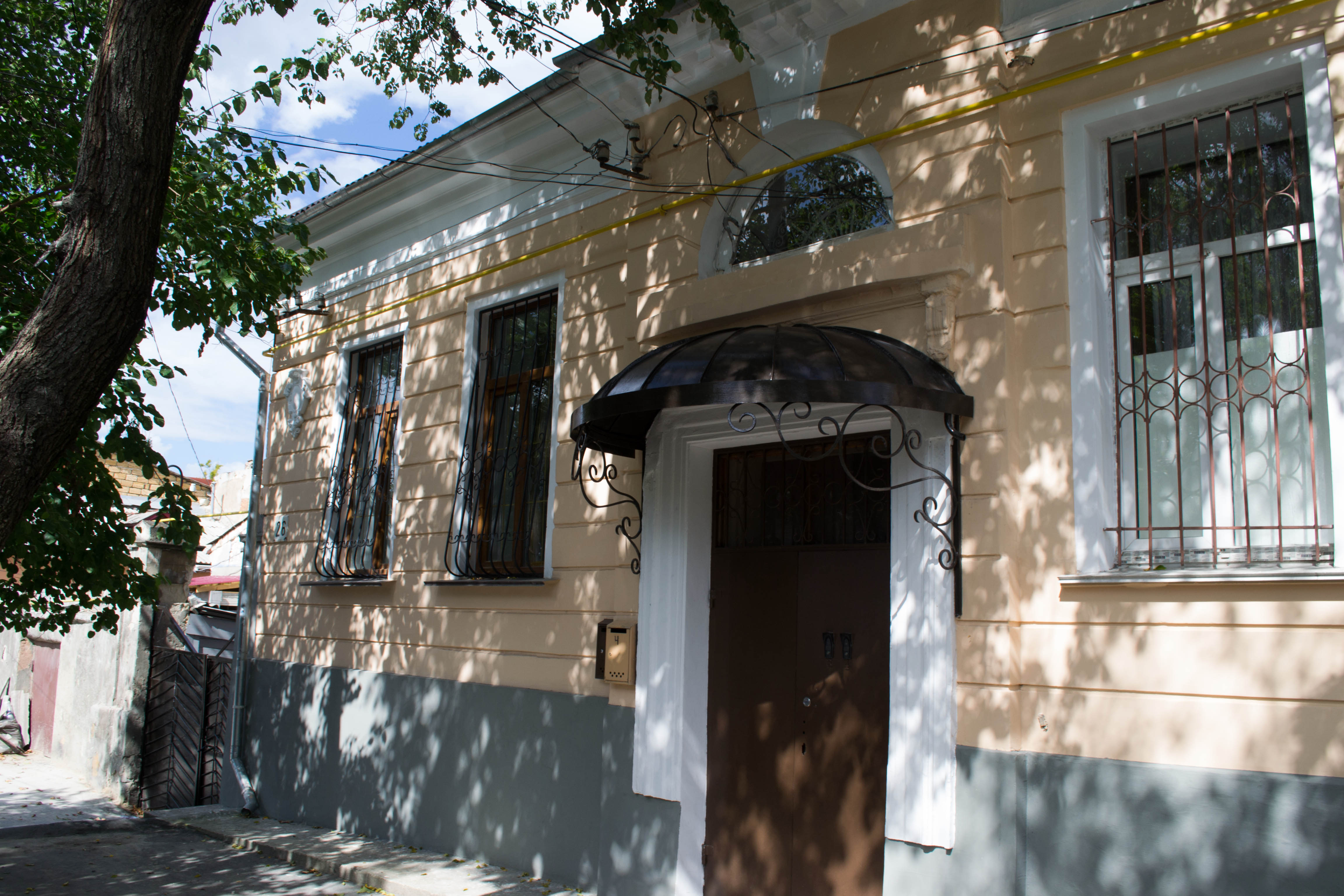
Жилой дом Е. Д. Садовского, 2013 год